# Federico Martini
Pour les articles homonymes, voir Martini.
Federico Martini (Naples, 10 novembre 1828 - Naples, 6 mars 1894) est un amiral et homme politique italien. 
Il est sénateur du royaume d'Italie dans la XVIIIe législature.

## Biographie
Il est né à Naples le 10 novembre 1828 de Paolo Martini et Giuseppa Palzano. 
En 1860, il commande la frégate Ettore Fieramosca, qui se rend dans les eaux de Gaeta pour informer les chefs des forces navales étrangères qui y sont ancrées d'une éventuelle attaque de cette place forte par les Sardes, mais il doit s'arrêter à l'embouchure du Volturno en raison de l'opposition du vice-amiral français Barbier de Tinan, qui a pour mission de sonder l'embouchure du Garigliano.
Martini est nommé par le roi Umberto Ier, sénateur du royaume d'Italie le 21 novembre 1892 et fait partie de la XVIIIe législature du gouvernement Giolitti I.
Il est membre de la commission d'examen du code pénal unique pour l'armée et la marine (22 décembre 1892).
Il décède à Naples le 6 mars 1894.

### Promotions militaires
- Garde-marine (Guardiamarina) (royaume des Deux Siciles) (10 août 1844)
- Enseigne de vaisseau (Alfiere di vascello) (royaume des Deux Siciles) (3 mai 1846)
- Lieutenant de vaisseau (Tenente di vascello) (royaume des Deux Siciles) (3 août 1850)
- Capitaine de frégate (Capitano di fregata) (royaume des Deux Siciles) (30 juin 1860)
- Capitaine de vaisseau (Capitano di vascello) (1er mars 1864)
- Contre-amiral (Contrammiraglio) (1er septembre 1870)
- Vice-amiral (Viceammiraglio) (1er juillet 1879-16 novembre 1888. Placé en position d'auxiliaire)

### Fonctions et titres
- Président de l'Orphelinat militaire maritime (20 septembre-10 décembre 1862)
- Membre du Conseil de l'Amirauté marchande de Naples (15 novembre 1862-26 juillet 1863)
- Membre du Conseil supérieur de la marine (2 mai 1867-6 janvier 1868) (13 avril-16 octobre 1881)
- Directeur général du personnel et du service militaire du ministère de la Marine (7 janvier 1868-15 mars 1870)
- Directeur général de l'arsenal de Naples (16 mars 1870-12 septembre 1870) (10 janvier 1871-19 juillet 1872) (6 octobre 1872-12 août 1873)
- Commandant en chef de l'escadre permanente (18 février 1880- [13 avril 1881]) (22 avril 1885-10 mai 1886)

## Décorations militaires

### Décorations italiennes
- Chevalier grand-croix de l'ordre des Saints-Maurice-et-Lazare - 6 novembre 1888
- Chevalier grand-croix décoré du grand cordon de l'ordre de la Couronne d'Italie - 13 mars 1881
- Chevalier de l'ordre du mérite civil et militaire (grand-duché de Toscane) - 29 mars 1859
- Officier de l'ordre militaire de Savoie -- 21 novembre 1860
- Médaille d'argent de la valeur militaire
- Médaille commémorant les campagnes des guerres d'indépendance (3 barrettes)
- Médaille commémorative de l'Unité italienne

### Décorations étrangères
- Grand-croix de l'ordre d'Isabelle la Catholique (Espagne) - février 1873
- Commandeur de l'ordre de François-Joseph (Empire austro-hongrois) - mars 1870

## Source
- (it) Cet article est partiellement ou en totalité issu de l’article de Wikipédia en italien intitulé « Federico Martini » (voir la liste des auteurs).